# Girolamo di Benvenuto
Girolamo di Benvenuto (* um 23. September 1470 in Siena; † um 28. Juni 1524 ebenda) war ein italienischer Maler, der im Stil der Schule von Siena malte.

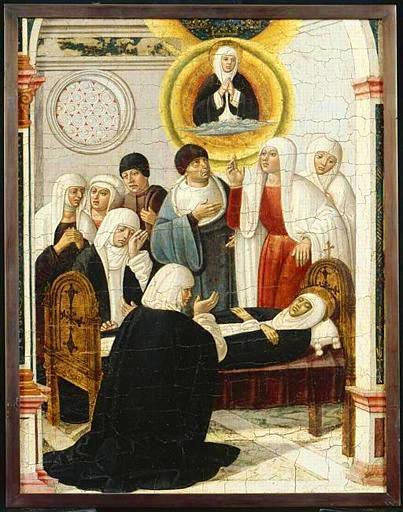
La morte di Santa Caterina im Musée du Petit Palais, Avignon

## Leben
Girolamo di Benvenuto (auch Girolamo di Benvenuto di Giovanni Del Guasta) wurde als Sohn des Benvenuto di Giovanni und seiner Frau Iacopa di Tommaso da Cetona geboren. Er wurde am 23. September 1470 getauft. Seine Ausbildung erhielt er in der Werkstatt seines Vaters, bei dem auch Bernardino Fungai, zeitweise mit Girolamo di Benvenuto, lernte. Sein erstes unterzeichnetes Werk stammt aus dem Jahr 1508, doch bereits vorher war an mehreren Werken aktiv, die von seinem Vater unterschrieben wurden. Die Werkstatt seines Vaters befand sich in Siena im Stadtdrittel Terzo di San Martino in der Via del Rialto nahe der Piazza del Campo, wo sich auch das Wohnhaus der beiden befand. Von Girolamo ist dokumentiert, das er zumindest ab 1518 noch ein Wohnhaus außerhalb Sienas benutzte und welches sich nahe der Abbazia di Alfiano (Abtei von Alfiano) befand (liegt heute im Seneser Ortsteil Pieve a Bozzone). 1501 heiratete er Alessandra di ser Stefano de Cesari. Stand sein frühes Werk noch im Zeichen seines Vaters, so beeinflusste Luca Signorelli erheblich sein Spätwerk.

## Werke (Auswahl)

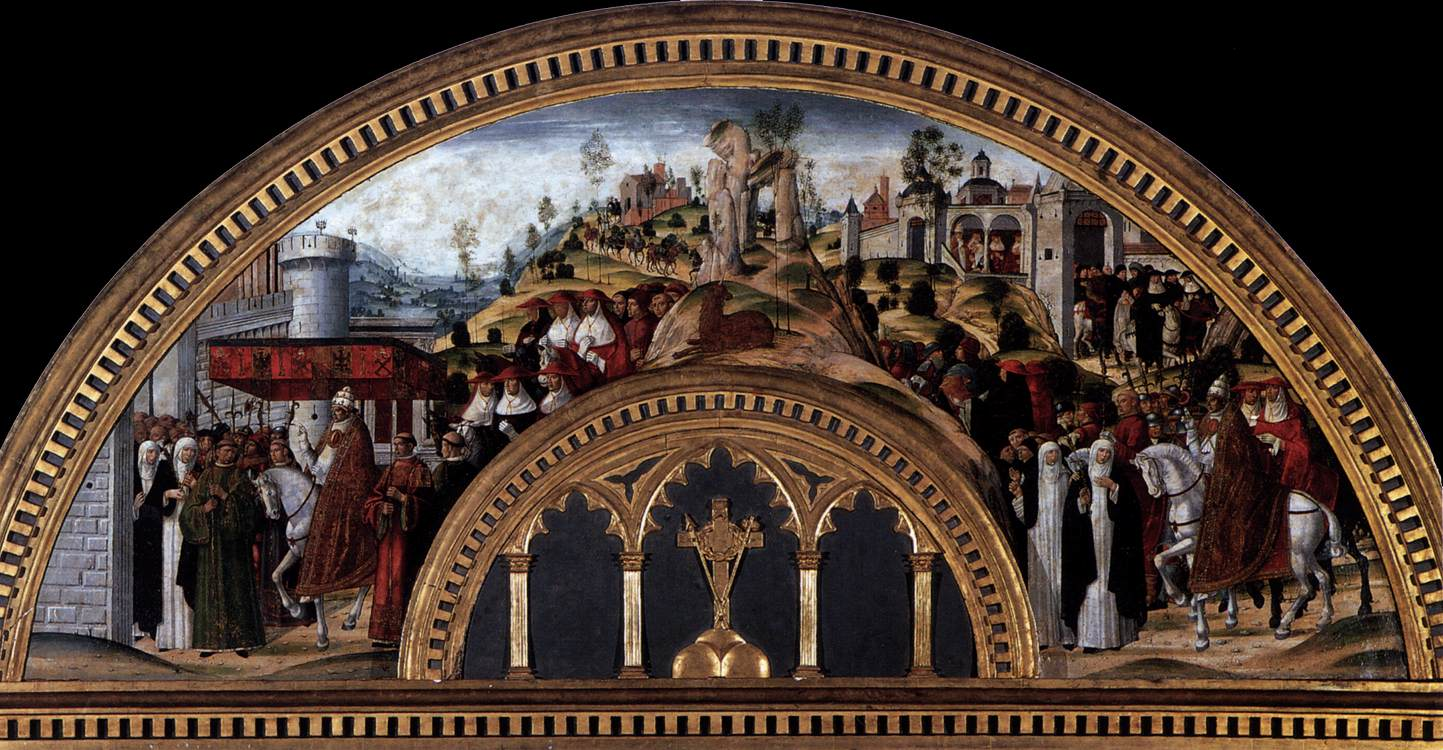
Siena, Museo della Società di Esecutori di Pie Disposizioni: Santa Caterina che riconduce il papa da Avignone a Roma

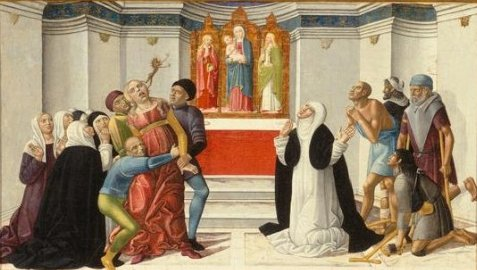
Denver Art Museum: Santa Caterina libera un’indemoniata

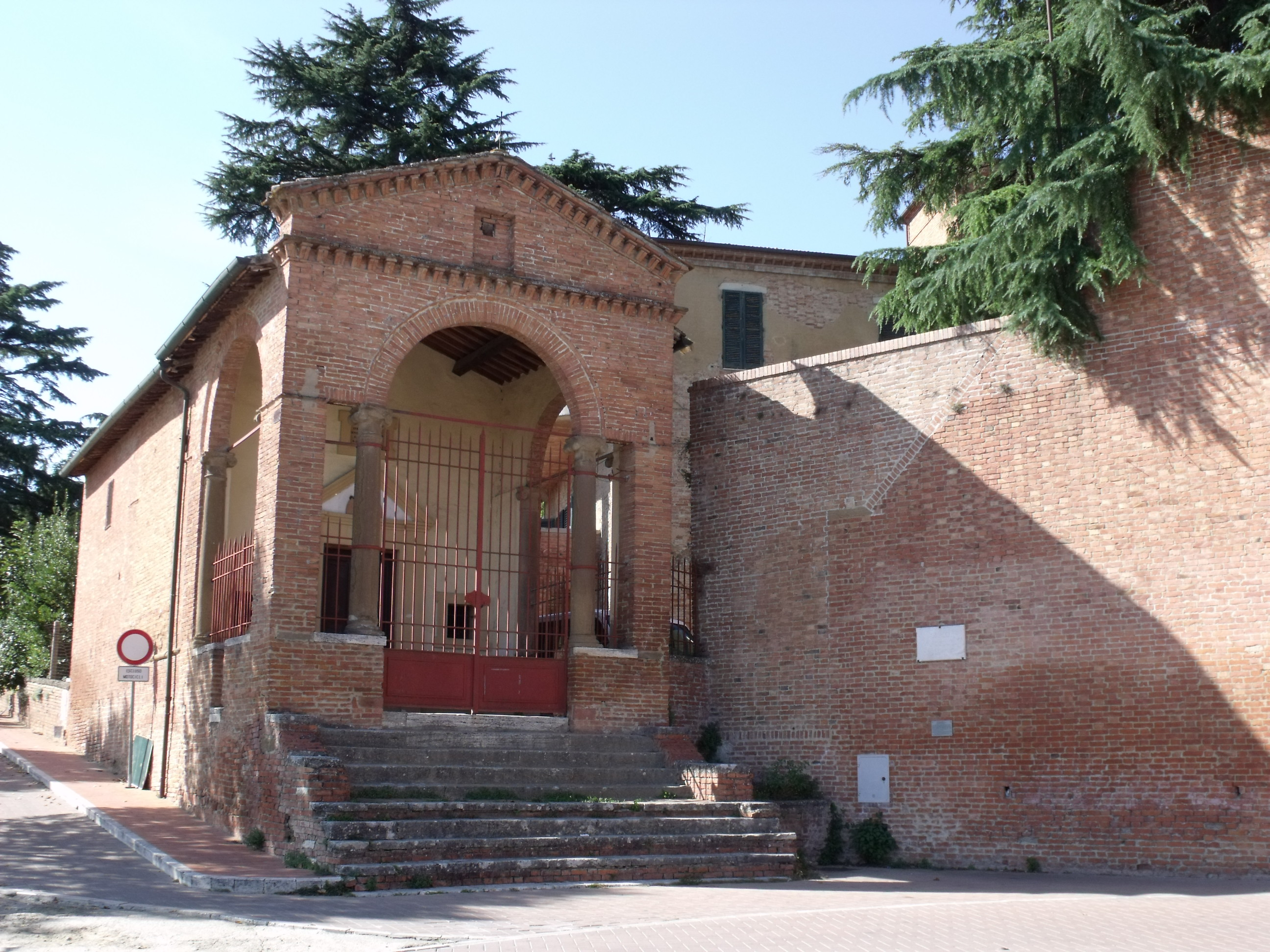
Kirche Madonna delle Nevi in Torrita di Siena, in der Girolamo di Benvenuto Hauptkünstler war

- Acquapendente, Chiesa di San Lorenzo: Cristo in Pietà con Angeli (Lünette, 1505 entstanden, befindet sich heute im Museo della Città[3])
- Altenburg, Lindenau-Museum: Madonna con Bambino, San Girolamo, Santo giovane (Madonna mit Kind; heiliger Hieronymus; ein junger Heiliger, Triptychon, Inv.-Nr. 88[4])
- Asciano, Ortsteil Camparboli, Cappella dei Santi Fabiano e Sebastiano: Assunzione della Vergine (Fresko)[5]
- Avignon, Musée du Petit Palais: La morte di Santa Caterina (Tafelgemälde, 32 × 25 cm, ca. 1480 entstanden)[6]
- Buonconvento, Museo di arte sacra della Val d’Arbia: Annunciazione, Dio Padre benedicente, angeli e i Santi Antonio Abate e Francesco[7]
- Cambridge, Harvard Art Museum (Fogg Art Museum:
  - Madonna col Bambino[8]
  - Madonna con Bambino e i SS. Agostino, Nicola da Tolentino, Monica e Giovanni Evangelista[9]
  - Santa Caterina intercede per la salvezza dell’anima di suor Palmerina[10]
- Denver, Denver Art Museum:
  - S. Caterina libera un’indemoniata[11]
  - Venus with Cupid
- Grosseto, Museo d’Arte Sacra della Diocesi di Grosseto: Madonna[12]
- Montalcino, Museo Civico and Diocesano d’Arte Sacra: Assunzione della Vergine e i Santi Francesco e Antonio da Padova (stammt aus dem Convento dell’Osservanza in Montalcino)[13]
- Santa Fiora, Ortsteil Selva, Convento della Santissima Trinità alla Selva: Assunzione della Vergine coi Santi Girolamo, Tommaso e Francesco (Altarbild)[14]
- Siena, Palazzo Chigi-Saracini, Salotto Rosso: Natività con San Giovannino[15]
- Siena, Basilica dell’Osservanza, Konvent: Arcangelo Michele e il guidizio universale[16] (heute im Museo Aurelio Castelli di Siena[17])
- Siena, Basilica di San Francesco: Crocifissione (Linke Seite des Kirchenschiffs)[18]
- Siena, Chiesa di Santa Maria in Portico a Fontegiusta: Gloria di Maria Vergine (Fresko, 1515 entstanden)[19]
- Siena, Museo della Società di Esecutori di Pie Disposizioni: Santa Caterina che riconduce il papa da Avignone a Roma (Lünette)[20]
- Siena, Museo Diocesano di Arte Sacra (Oratorio di San Bernardino), Madonna e Figlio[21]
- Siena, Pinacoteca Nazionale di Siena:[22]
  - Compianto sul Cristo morto (Saal 19)
  - Pietà (Saal 19)
  - Madonna della neve, auch Madonna e i ss. Domenico, Caterina d’Alessandria, Girolamo e Caterina da Siena genannt, stammt aus der Basilica di San Domenico, Cappella Sozzini[23])
- Siena, San Gerolamo in Campansi (Ex-Konvent der Franziskaner): San Francesco che riceve le stimate (Fresko)[24]
- Siena, Santa Maria della Scala, Oratorio di Santa Caterina della Notte: Fresken[25]
- Siena, Santuario di Santa Caterina, Camera della Santa: Santa Caterina che riceve le stimmate dal Crocefisso (Ölgemälde auf Holz, um 1505 entstanden)[26]
- Torrita di Siena, Chiesa della Madonna delle Nevi: (Fresken)[27]
  - Assunzione della Vergine e San Tommaso apostolo che riceve la cintola
  - Padre Eterno che invia a Maria lo Spirito Santo
  - Salvatore con ai lati Patriarchi e Profeti del Vecchio Testamento
  - Sante Flora e Lucilla
  - Santi Costanzo e Sebastiano
  - Santi Flora e Rocco
  - Santi Pietro e Paolo
- Venedig, Ca’ d’Oro: Desco da nozze[28]